# کریس باشام
کریس باشام (انگلیسی: Chris Basham؛ زادهٔ ۳۰ مهٔ ۱۹۸۸) بازیکن فوتبال اهل بریتانیا است.
از باشگاه‌هایی که در آن بازی کرده‌است می‌توان به باشگاه فوتبال شفیلد یونایتد، باشگاه فوتبال بولتون واندررز، باشگاه فوتبال بلکپول، باشگاه فوتبال روچدیل، و باشگاه فوتبال استافورد رانجرز اشاره کرد.